# 陈文照
陈文照（1940年12月—），江苏无锡人，中华人民共和国政治人物、外交官。

## 生平
1965年，毕业于北京外国语学院英语系。1971年，进入中华人民共和国外交部工作。1995年1月，出任中华人民共和国驻多伦多总领事。1998年2月，出任中华人民共和国驻新西兰大使兼驻库克群岛大使。2001年2月，自驻新西兰大使兼驻库克群岛大使离任。